# Деніел Баллард
Деніел Баллард (англ. Daniel Ballard, нар. 22 вересня 1999, Стівенідж) — північноірландський футболіст, захисник англійського клубу «Сандерленд».
Виступав, зокрема, за клуб «Блекпул», а також національну збірну Північної Ірландії.

## Клубна кар'єра
Народився 22 вересня 1999 року в місті Стівенідж. Вихованець футбольної школи клубу «Арсенал».
У дорослому футболі дебютував 2019 року виступами за команду «Свіндон Таун», у якій провів один сезон, взявши участь в одному матчі чемпіонату. 
Своєю грою за цю команду привернув увагу представників тренерського штабу клубу «Блекпул», до складу якого приєднався на умовах оренди 2020 року. Відіграв за клуб з Блекпула наступний сезон своєї ігрової кар'єри. Більшість часу, проведеного у складі «Блекпула», був основним гравцем захисту команди.
Протягом 2021—2022 років захищав кольори клубу «Міллволл».
До складу клубу «Сандерленд» приєднався 2022 року. Станом на 7 вересня 2024 року відіграв за клуб з Сандерленда 64 матчі в національному чемпіонаті.

## Виступи за збірні
У 2017 році дебютував у складі юнацької збірної Північної Ірландії (U-19), загалом на юнацькому рівні взяв участь у 2 іграх.
З 2018 року залучався до складу молодіжної збірної Північної Ірландії. На молодіжному рівні зіграв у 3 офіційних матчах.
У 2020 році дебютував в офіційних матчах у складі національної збірної Північної Ірландії.
| Дата       | Місто                 | Господарі         | Результат | Гості             | Турнір                               | Голи | Примітки |
| ---------- | --------------------- | ----------------- | --------- | ----------------- | ------------------------------------ | ---- | -------- |
| 4-9-2020   | Бухарест              | Румунія           | 1 – 1     | Північна Ірландія | Ліга націй УЄФА 2020-2021 - 1-й етап | -    | 90+1'    |
| 7-9-2020   | Белфаст               | Північна Ірландія | 1 – 5     | Норвегія          | Ліга націй УЄФА 2020-2021 - 1-й етап | -    | 36' 46'  |
| 14-10-2020 | Осло                  | Норвегія          | 1 – 0     | Північна Ірландія | Ліга націй УЄФА 2020-2021 - 1-й етап | -    |          |
| 15-11-2020 | Відень                | Австрія           | 2 – 1     | Північна Ірландія | Ліга націй УЄФА 2020-2021 - 1-й етап | -    | 84'      |
| 18-11-2020 | Белфаст               | Північна Ірландія | 1 – 1     | Румунія           | Ліга націй УЄФА 2020-2021 - 1-й етап | -    |          |
| 28-3-2021  | Белфаст               | Північна Ірландія | 1 – 2     | США               | товариський матч                     | -    |          |
| 31-3-2021  | Белфаст               | Північна Ірландія | 0 – 0     | Болгарія          | Відбір до ЧС 2022                    | -    | 74'      |
| 3-6-2021   | Дніпро (місто)        | Україна           | 1 – 0     | Північна Ірландія | товариський матч                     | -    |          |
| 2-9-2021   | Вільнюс               | Литва             | 1 – 4     | Північна Ірландія | Відбір до ЧС 2022                    | 1    |          |
| 8-9-2021   | Белфаст               | Північна Ірландія | 0 – 0     | Швейцарія         | Відбір до ЧС 2022                    | -    |          |
| 9-10-2021  | Лансі                 | Швейцарія         | 2 – 0     | Північна Ірландія | Відбір до ЧС 2022                    | -    |          |
| 12-10-2021 | Софія (місто)         | Болгарія          | 2 – 1     | Північна Ірландія | Відбір до ЧС 2022                    | -    | 69' 82'  |
| 29-3-2022  | Белфаст               | Північна Ірландія | 0 – 1     | Угорщина          | товариський матч                     | -    | 82'      |
| 2-6-2022   | Белфаст               | Північна Ірландія | 0 – 1     | Греція            | Ліга націй УЄФА 2022-2023 - 1-й етап | -    |          |
| 9-6-2022   | Приштина              | Косово            | 3 – 2     | Північна Ірландія | Ліга націй УЄФА 2022-2023 - 1-й етап | 1    |          |
| 12-6-2022  | Белфаст               | Північна Ірландія | 2 – 2     | Кіпр              | Ліга націй УЄФА 2022-2023 - 1-й етап | -    |          |
| 23-3-2023  | Серравалле (значення) | Сан-Марино        | 0 – 2     | Північна Ірландія | Відбір до ЧЄ 2024                    | -    | 67'      |
| 26-3-2023  | Белфаст               | Північна Ірландія | 0 – 1     | Фінляндія         | Відбір до ЧЄ 2024                    | -    | 50'      |
| 10-9-2023  | Астана                | Казахстан         | 1 – 0     | Північна Ірландія | Відбір до ЧЄ 2024                    | -    | 83'      |
| 14-10-2023 | Белфаст               | Північна Ірландія | 3 – 0     | Сан-Марино        | Відбір до ЧЄ 2024                    | -    |          |
| 17-11-2023 | Гельсінкі             | Фінляндія         | 4 – 0     | Північна Ірландія | Відбір до ЧЄ 2024                    | -    |          |
| 26-3-2024  | Глазго                | Шотландія         | 0 – 1     | Північна Ірландія | товариський матч                     | -    |          |
| 8-6-2024   | Пальма (місто)        | Іспанія           | 5 – 1     | Північна Ірландія | товариський матч                     | 1    |          |
| 11-6-2024  | Мурсія                | Північна Ірландія | 2 – 0     | Андорра           | товариський матч                     | -    | кап.     |
| 5-9-2024   | Белфаст               | Північна Ірландія | 2 – 0     | Люксембург        | Ліга націй УЄФА 2024-2025 - 1-й етап | 1    | 82'      |
| Усього     |                       | Матчів            | 25        |                   | Голів                                | 4    |          |